# Fudbalski Klub Sloboda Užice
Il Fudbalski Klub Sloboda Užice (serbo Фудбалски клуб Слобода Ужице), più comunemente conosciuto come Sloboda Užice è una società calcistica serba con sede nella città di Užice.

## Storia
Fondato nel 1925, ha assunto la sua attuale denominazione ufficiale di FK Sloboda Point Sevojno nel 2010, quando si è fusa con il Sevojno Point, neo promossa in SuperLiga (la serie A serba). Ufficiosamente ha ripreso la sua denominazione storica di Sloboda Užice.

## Palmarès

### Competizioni nazionali
- Srpska Liga: 1

2021-2022

### Altri piazzamenti
- 2. Savezna liga:

Terzo posto: 1968-1969 (girone est)
- Coppa di Serbia:

Semifinalista: 2010-2011
- Prva Liga Srbija:

Terzo posto: 2016-2017
- Druga liga SR Jugoslavije:

Secondo posto: 1992-1993
- Srpska Liga:

Secondo posto: 2002-2003 (girone Moravia)
Terzo posto: 2003-2004 (girone ovest), 2008-2009 (girone ovest), 2009-2010 (girone est)

## Organico

### Rosa 2015-2016
| N. |                                 | Ruolo | Calciatore        |
| -- | ------------------------------- | ----- | ----------------- |
| 1  | Serbia (bandiera)               | P     | Nikola Tasić      |
| 2  | Serbia (bandiera)               | D     | Marko Marjanović  |
| 3  | Serbia (bandiera)               | D     | Nikola Vučković   |
| 4  | Serbia (bandiera)               | D     | Filip Babić       |
| 5  | Serbia (bandiera)               | D     | Boris Milekić     |
| 7  | Nigeria (bandiera)              | A     | Emeka Emerun      |
| 8  | Bosnia ed Erzegovina (bandiera) | C     | Ranko Torbica     |
| 9  | Serbia (bandiera)               | A     | Stefan Đurić      |
| 10 | Serbia (bandiera)               | A     | Nebojša Vukojičić |
| 11 | Serbia (bandiera)               | D     | Nemanja Lazić     |
| 13 | Serbia (bandiera)               | C     | Dino Dolmagić     |
| 15 | Serbia (bandiera)               | D     | Milan Milanović   |
| 20 | Serbia (bandiera)               | C     | Mirko Petrović    |

| N. |                       | Ruolo | Calciatore            |
| -- | --------------------- | ----- | --------------------- |
| 21 | Serbia (bandiera)     | C     | Nikola David Tasić    |
| 23 | Serbia (bandiera)     | D     | Bogdan Miličić        |
| 25 | Serbia (bandiera)     | P     | Luka Radojičić        |
| 29 | Serbia (bandiera)     | C     | Aleksa Vidić          |
| 30 | Serbia (bandiera)     | C     | Nemanja Mančić        |
| 33 | Serbia (bandiera)     | C     | Dejan Đorđević        |
| 44 | Serbia (bandiera)     | C     | Nenad Cvetković       |
| 55 | Montenegro (bandiera) | C     | Vuk Đurić             |
| 79 | Serbia (bandiera)     | A     | Nikola Čumić          |
| 99 | Montenegro (bandiera) | A     | Nemanja Ćosović       |
|    | Serbia (bandiera)     | C     | Aleksandar Bogdanović |
|    | Serbia (bandiera)     | A     | Igor Vukomanović      |
|    | Serbia (bandiera)     | A     | Darko Đukić           |

### Rose delle stagioni precedenti
- 2011-2012